# Туряниця Михайло Ілліч
Миха́йло Іллі́ч Туряни́ця (4 жовтня 1912—2001) — російськомовний журналіст в США, виходець із Підкарпатської Русі, належав до правого табору.

## Біографія
Народився в місті Свалява, Закарпаття (тоді — Австро-Угорщина), в селянській родині. З 1934 року працював вчителем спочатку в закарпатських сільських школах, потім у Празі. Після приходу до влади в 1948 році в Чехословаччині комуністів емігрував до Південної Америки, потім у США .
Після Другої світової війни виступив в числі ініціаторів створення Карпато-Російського товариства, члени якого протестували проти українізації підкарпатських русинів. З січня 1959 до початку 1989 року він був головним редактором російського журналу «Вільне слово Карпатської Русі» (пізніше «Вільне слово Русі», «Вільне слово»). Виступав проти «расчленителей России всех мастей», одночасно підтримуючи антисемітську пропаганду .
Під його редакцією і з його допомогою в 2000 в Санкт-Петербурзі був виданий літературно-публіцистичний збірник «Україна — це Русь», складений із зібраних ним матеріалів.